# Lü Buwei
Lü Buwei was een Chinese koopman die leefde van ongeveer 290 v. Chr. tot 235 v. Chr.  tijdens de Periode van de Strijdende Staten. Lü Buwei bedacht en financierde een plan dat de ontsnapping van prins Ying Yiren van de staat Qin (de vader van Qin Shi Huangdi) mogelijk maakte uit zijn gevangenschap in de staat Zhao. Hierdoor kwam Lü Buwei in de staat Qin in hoog aanzien te staan. Toen Ying Yiren in 250 v.Chr. de troon van Qin besteeg als koning Zhuangxiang (秦莊襄王) werd Lü Buwei zijn eerste minister. 